# Necròpolis (novel·la)
Necròpolis (Nekropola en eslovè) és una novel·la autobiogràfica del multiguardonat autor eslovè de Trieste Boris Pahor. La llengua original del text és l'eslovena. En aquesta obra, l'autor hi parla del seu pas pels camps de concentració. La novel·la va obtenir reconeixement europeu l'any 1990 quan va ser traduïda al francès. Aquesta traducció la van seguir moltes més a altres llengües. Necròpolis va ser nomenat Llibre italià de l'any el 2008 i va guanyar el Premi Napoli al millor llibre en llengua estrangera.

## Contingut
La novel·la comença amb la visita de l'escriptor al parc commemoratiu al costat del camp de concentració de Natzweiler-Struthof. Tot seguit parla d'allò que va viure en altres camps (Dachau, Dora, Harzungen, Bergen-Belsen). La història és autobiogràfica i l'autor, en primera persona, i de manera reflexiva, es pregunta què és el pecat en condicions inhumanes. Així mateix, també parla de la decadència física dels cossos, de l'actitud cap als presos en un entorn així, i de les diferents maneres en què els aquests feien front a una vida al límit de la mort i com miraven de sobreviure. Malgrat les condicions inhumanes, l'instint de supervivència està constantment present en els reclusos del camp. Les seves descripcions van en part més enllà de la seva pròpia experiència, ja que només aprèn algunes coses quan torna a visitar els camps.

## Traduccions de la novel·la
La primera traducció de la Necròpolis va ser en italià l'any 1997. Pahor diu: "Sense Evgen Bavčar, que va portar la meva còpia mecanografiada de la Necròpolis a una editorial francesa, la qual va enviar el meu text a Itàlia, mai no hauria viscut el que he viscut els darrers anys". i "Fins que el llibre no va ser reconegut per la televisió italiana Eslovènia no em va descobrir".
- Català: Necròpolis, 2004 (Pagès Editors. Traducció de Simona Škrabec
- Albanès: Necròpolis, 2014
- Finès: Necròpolis, 2006
- Suec: Nekropol, 2013
- Francès: Pèlerin parmi les ombres Paris, 1990 1966(, 2005, 2007, 2011, 2012 .
- Castellà: Necrópolis, 2010, 2011.
- Anglès: Necròpolis . 2010, 2011
- Rus: Некрополь, 2011.
- Serbi (en alfabet llatí): Necropolis, 2009
- Macedonic: Necròpolis, 2014
- Portuguès: Necrópole, 2013.
- Croat (llengua): Nekropola, 2012.
- Holandès: Necropolis, 2011.
- Alemany: Nekropolis, 2001, 2003.
- Italià: Necropoli, 1997, 2005, 2008/2009
- Anglès (americà): Pilgrim between the shadows (
- Esperanto: Pilgrimanto inter ombroj
- Pahor, Boris. Nekropola.  Ljubljana: Mladinska knjiga, 2009.
- França Pibernik, 1967: Boris Pahor, Necròpolis. Sodobnost (1963), volum 15, número 8/9 .
- Slavko Pezdir, 2010: Necròpolis a Trieste. Treball .
- SAZU. Pahor, Boris.
- Alenka Teran Košir, 2012: Boris Pahor: No vaig valer la pena.
- Bernard Nežmah, 2008. Boris Pahor: Necròpolis
- Tjaša Komac: Boris Pahor  Arxivat 2016-03-05 a Wayback Machine.
- Koron, Alenka, 1990. Autobiografia com a novel·la. Web: centreslo.net